# Ирландская народная музыка
Ирла́ндская наро́дная му́зыка (ирландский музыкальный фольклор) — традиционная музыка ирландского народа, является частью ирландской народной культуры. Музыка разнообразна: от колыбельных до застольных песен, от медленных инструментальных мелодий до быстрых зажигательных танцев, и в них огромную роль занимает использование вариаций и нюансов ритма и мелодии. Традиционная ирландская танцевальная музыка включает в себя рилы (музыкальный размер 4/4), джиги (наиболее распространён размер 6/8) и хорнпайпы. С начала XIX века в Ирландии популярна полька, привнесённая учителями танцев и вернувшимися из Европы солдатами. Сетовые танцы предположительно существуют с XVIII века. Позднее как вариант шотландского страспея в Ирландии появилась мазурка.
В XX веке началось возрождение ирландской традиции; стали популярны аккордеон и концертина, стали проводиться соревнования по ирландскому степу и кейли, широко поддерживаемые образовательной системой и патриотическими организациями. Стал популярен шан-нос (ирл. sean-nós «старый стиль»), стиль исполнения песен и танцев на старый манер.
На Белфастском фестивале артистов в 1792 Эдвард Бантинг подготовил первое собрание традиционных ирландских мелодий и песен, которые издал в 1796. Томас Мур, ирландский поэт, широко использовал работы Бантинга в своем известном сборнике «Ирландские Мелодии», впервые изданном в 1807.
Благодаря широкой эмиграции ирландцев в США, ирландская народная музыка стала широко известна в Америке, и оттуда — по всему миру; побывавшие на гастролях музыканты, в свою очередь, вносили проамериканские изменения в свой стиль исполнения.
Среди используемых в ирландской народной музыке инструментов — бойран, гитара, ирландский бузуки, ирландская скрипка (имеется в виду манера исполнения на скрипке), флейты (в том числе ирландская флейта) и вистлы, ирландская волынка, кельтская арфа, аккордеон и концертина, банджо, губная гармоника.